# 小口忠太
小口 忠太（おぐち ちゅうた、1875年1月6日 - 1945年7月23日）は、日本の医師、医学者。特に眼科学の分野で著名な人物である。

## 経歴
長野県小県郡上田町（現上田市）生まれ。
1889年（明治22年）長谷川泰の済生学舎（のちの日本医学校、日本医学専門学校を経て日本医科大学）に入門し、3年で医師免状を下付された。
さらに東京帝国大学の選科生として河本重次郎に学び、修了後は軍医として1894年（明治27年）には日清戦争、1905年（明治38年）には日露戦争に従軍。陸軍軍医学校教官、陸軍医務局御用掛となる。
その後は東京第一衛戍病院に勤務。その間、「小口病」として学会に認められた特異な眼病患の最初の研究が成された。
南満医学堂（満洲医科大学）教授となり、色盲、トラコーマの研究で名声を高めた。
1919年（大正8年）愛知県立医学専門学校（現名古屋大学医学部）に教授として招かれ、旧制愛知医科大学に改組後には学長を務めた他、国際眼科学会理事などを歴任した。
晩年は第二次世界大戦末期の混乱の中、疎開先の奥三河で生涯を終えた。

## 小口病
1907年、小口によって報告された先天停止性夜盲の一型。常染色体潜性遺伝を呈する。先天停止性夜盲と言われるように、他の障害を伴わない夜盲が症状である。夜間でも十分な明かりのある現代社会では、気づかずに生活していることもしばしばある。特徴ははげた金箔様などといわれる特徴的な眼底の色調。これは3-4時間の暗順応にて正常の色調に戻る。この現象は水尾―中村現象と呼ばれている。

## 受賞
- 1933年（昭和8年）日本学士院賞受賞 - 「小口氏病の研究」（大阪毎日新聞東京日日新聞寄附東宮御成婚記念賞）

## 著作
- 「戦役衛生史眼損傷篇」
- 『近世眼科屈折篇』半田屋医籍、1910年。
- 『最新色盲検査表』半田屋出版部、1934年。

## 主要論文
- 小口忠太、「涙小管菌石の1症例について」 日眼会誌 7, 505-519, 1903, NAID 10016369381
- 小口忠太、「夜盲症ノ一種ニ就テ」 日眼会誌 11, 123-134, 1907, NAID 10029689388
- 小口忠太、「色盲及其の検査法に就いて (付、予の色神検査表)」 日眼会誌 14, 790, 1911, NAID 10015586399